# Селище Київський (платформа)
Селище Київський (рос. Посёлок Киевский) — зупинний пункт/пасажирська платформа Великого кільця Московської залізниці (дільниці Бекасово I — Стовбова) в селищі Київський Троїцького округу Москви. Зупинний пункт розташований в межах станції Бекасово-Сортувальне, основні парки якої знаходяться на південному сході.

## Пасажирське сполучення
На зупинному пункті здійснюють зупинку всі приміські електропотяги моторвагонного депо ТЧ-20 «Апрелівка» Київського напрямку Московської залізниці:
- електропотяги по Великому кільцю МЗ в бік Дєтковог прямують до Бекасового-Сортувального (прибуття — є кінцевою станцією), Мачихіно, Хрестів, Сандарового, Стовбової, Дєткового (12—13 разів на день);
- електропотяги по Великому кільцю МЗ у напрямку Кубинки II (3—4 рази на день). На станції Бекасово I (в 6 хвилинах) є можливість здійснити пересадку на радіальний Київський напрямок;
- «прямі» електропотяги по Великому кільцю з виходом на радіальний Київський напрямок до/з Москви (4—5 пари на день — Москва, 1—2 рейси з Апрелівки, 5 рейсів на Апрелівку), до/з Калуги I (1 пара на день). При цьому потяги у напрямку Москви (і тільки в ту сторону) прямують без заходу на станцію Бекасово I, по п'ятій сполучній лінії. Час руху до Москви — приблизно 1 година 15 хвилин.